# Myzostoma dentatum
Myzostoma dentatum is een ringworm uit de familie Myzostomatidae.
Myzostoma dentatum werd in 1884 voor het eerst wetenschappelijk beschreven door Graff.